# 费城选举骚乱
费城选举骚乱是1742年在英属美洲宾夕法尼亚省费城发生的一场骚乱，引发骚乱的原因在于该市日益多元化的人口之间的政治分歧。包括费城在内的宾夕法尼亚政治长期以来一直由贵格党主导，但随着以圣公会为主的专有党日益威胁到贵格党的政治主导地位，该市的紧张局势日渐升温。贵格会教徒和圣公会教徒分别主要由艾萨克·诺里斯二世和威廉·艾伦领导，两人都备受尊敬并掌握着重要的政治权力。为了影响投票结果，专有党“雇佣武装水手”来扰乱贵格党的活动，而贵格党则试图让“未入籍的德国人从国内来投票”。1742年10月1日，即投票日，双方爆发了暴力冲突。

## 背景
贵格党多年来一直主导着费城的政治格局，而不断增长的德裔人口似乎是他们继续主导局面的手段。约翰·金赛和艾萨克·诺里斯二世意识到了这一点，带领贵格会教徒试图说服德裔按照他们的利益投票。说服日益增长的德裔人口的努力似乎取得了成效，1739年至1740年间，投票率增加了两倍。德裔认为贵格会的和平主义很有吸引力，因为前者认为它可以保护他们免受征兵和高税收的侵害。除了与德国人做常规的生意外，约翰·艾萨克还通过向德裔提供财产来吸引德国人加入他们的事业。
尽管贵格党赢得了德裔选民的支持，但他们和圣公会教徒一样，对1715年后开始移居到殖民地的德国人感到不满。到了18世纪50年代，宾夕法尼亚殖民地的德裔人口大幅增加，殖民地40%的居民是德裔。在同一时期，德裔的选票实际上是分裂的，在选举中没有发挥太大的作用；然而，这种情况在18世纪60年代开始发生变化，当时专有党开始招募同样不受欢迎的荷兰人到他们一边，而贵格党认为有必要加倍努力来获得德裔的支持。德裔对农业的热爱远超政治，因此他们并不自己努力获取政治权力，而是把自己视为摇摆选民，因为这确保他们也能从那些需要他们支持的人那里受益。
由于未能赢得德裔选民的支持，威廉·艾伦和他的圣公会同僚试图通过恢复1739年的选举法来修改选举程序，该法规定了针对特定政党的选举监督员。在某种程度上，该法建立是因为对贵格会教徒的不信任，这种不信任源于他们之前在选举日的违规行为。1739年至1741年，贵格会教徒利用了投票程序。选举官员会从公民那里收集填好的选票，然后将其送到楼上的计票区，他们堵住楼梯，只允许有利的选票通过。艾伦希望选举法的恢复能使选举更加公平，但双方对于如何保证选举公平无法达成一致，双方的不信任感也因此加深。
随着选举日的临近，双方阵营中都流传着不利的谣言。贵格会教徒认为圣公会教徒将派出大量治安维护者袭击投票站，事实也确实如此，他们雇佣了几十名水手。另一方面，圣公会教徒认为，贵格会教徒正加大力度阻挠投票官员，他们带来了更多的德国人和其他被视为没有资格投票的公民。

## 选举日
1742年10月1日，在这场学者们称之为“血腥选举”的选举中，贵格党和专有党之间爆发了暴力冲突。投票原定于上午9点在费城市和费城县的选举“市场”进行，市政府官员要求禁止携带武器，以免发生暴力事件。在投票站，双方就谁应该成为选举监督员再次展开争论。争论之际，约有50至80名携带钝器（大多是棍棒）的水手聚集在人群中。就在艾萨克·诺里斯二世被选为监督员时，一群水手暴力袭击了人群。
水手们破坏了财产并造成了多人伤亡，但当艾伦被要求让水手们离开时，他声称他们和荷兰人和德国人一样有权留在那里。最终，德裔和荷裔市民拿起自己的简易武器击退了袭击者水手，并撤退到自己的船上。

## 后续
威廉·艾伦被广泛归咎为这场骚乱的罪魁祸首，因此这场骚乱在政治上使贵格党受益，他们在接下来的选举中表现得更好，圣公会的专有党以绝对劣势输掉了选举。报告显示，许多选民修改了他们最初的选票，划掉了他们最初对专有党的投票，转而投票给了贵格党。
54名水手和政党领导人被判入狱。专有党领导人艾伦为了洗清自己的罪名，起诉了一名指控艾伦策划了这次袭击的贵格党领导人。此事不顾艾伦的反对，被移交给贵格党领导的议会进行调查。议会将调查归咎于公众的强烈抗议，但事实可能并非如此。在询问了49名证人（其中大多数是贵格会教徒，没有水手）后，议会裁定，艾伦、他的商业伙伴、市长和另外两人（均为圣公会教徒）应因玩忽职守和颠覆《宾夕法尼亚施政大纲》而接受调查。艾伦被裁定为骚乱的煽动者。经过数月的调查，他们将此事移交给了贵格会控制的最高法院。
总督是一名圣公会教徒，他表示市长法庭拥有管辖权，这意味着法官、市政官和市长（均为圣公会教徒）将审理此案。议会抗议称市长是被告之一，将审理他自己的案件。最终，贵格会达成了妥协方案。指控和最初的诽谤诉讼均被撤回，并采取措施明确选举程序，防止未来发生骚乱。
费城选举骚乱以及同一时期在纽约和波士顿等城市发生的其他骚乱对于研究美国革命具有重要意义。这些城市发生的骚乱代表了公民与政府互动方式的根本性变化。“这种转变涉及沉默的下层阶级；政治俱乐部、政治会议和政治选票的组织；前所未有的政治文学和煽动性政治言论的使用；神职人员和教会参与政治；以及为政治目的组织暴徒和使用暴力。”